# Ханумангарх
Ханумангарх (англ. Hanumangarh, хинди हनुमानगढ़) — город и муниципалитет на севере индийского штата Раджастхан. Административный центр округа Ханумангарх.

## География
Расположен на берегах реки Гхаггар, примерно в 400 км к северо-западу от Дели, на высоте 176 м над уровнем моря.

## Население
Население по данным на 2001 год составляет 129 654 человека. Доля мужчин — 54 %, женщин — 46 %. Уровень грамотности — 65 %. Основные языки населения — багри (самый распространённый), харьянви, хинди и пенджаби.
| 1991   | 2001    | 2012    |
| ------ | ------- | ------- |
| 78 525 | 129 556 | 207 300 |

Источник:

## Транспорт
Ханумангарх является крупной железнодорожной станцией.